# Korfu (město)
Korfu nebo Kerkyra (řecky  Κέρκυρα, starořecky Κόρκυρα, středověkou řečtinou Κορυφώ, latinsky Corcyra) je město a bývalá obec na ostrově Korfu v kraji Jónské ostrovy v Řecku. Od roku 2019 je součástí obce Střední Korfu a Diapontské ostrovy. Jedná se o hlavní město stejnojmenné regionální jednotky a kraje Jónské ostrovy. Město o rozloze 41,9 km2 má přibližně 40 047 obyvatel. Ve městě se nachází mnoho pamětihodností, přičemž Staré Město je od roku 2007 zapsáno na seznam světového dědictví UNESCO.
Přibližně 3 km od Korfu se nachází mezinárodní letiště, z jedné strany je Jónské moře, z druhé zátoka Halikiopouklou.

## Historie
Starověké město Korfu, známé jako Korkyra, se zúčastnilo bitvy u Syboty, která byla katalyzátorem peloponéské války a podle Thúkydida největší námořní bitvou mezi řeckými městskými státy do té doby. Thúkydidés také uvádí, že Korkyra byla jednou ze tří velkých námořních mocností Řecka v pátém století před naším letopočtem, spolu s Athénami a Korintem. Středověké hrady, které se nacházejí na strategických místech ve městě, jsou dědictvím bojů ve středověku proti invazím pirátů a Osmanů. Město je od středověku známé jako Kastropolis (hradní město), a to díky svým dvěma hradům.
Od roku 1386 do roku 1797 vládla Korfu benátská šlechta; většina města odráží tuto éru, kdy ostrov patřil Benátské republice, s vícepodlažními budovami v úzkých uličkách. Staré Město Korfu má jasný benátský vliv. Město bylo vystaveno čtyřem významným obléháním v letech 1537, 1571, 1573 a 1716, ve kterých se znova prosazovala síla městské obrany, hlavně kvůli účinnosti benátského opevnění. Will Durant tvrdil, že Korfu vděčí Benátské republice za skutečnost, že to byla jediná část Řecka, kterou Osmané nikdy nedobyli.
V roce 2007 bylo Staré Město zapsáno na seznam světového dědictví UNESCO.

## Obyvatelstvo
Od reformy veřejné správy v roce 2011 patří do obce Korfu a od roku 2019 do obce Střední Korfu a Diapontské ostrovy. Obecní jednotka se dělí na 4 komunity zahrnují 9 sídel a 3 neobydlené ostrovy. V závorkách je uveden počet obyvatel komunit a sídel.
- komunita s jedním sídlem Alepou (3149)
- komunita s jedním sídlem Evropouli (344)
- komunita s jedním sídlem Kanali (4086)
- komunita Korfu (32095) se sídly Korfu (24838), Gouvia (838), Kondokali (1660), Kyra Chrysikou (563), Potamos (3840), Tembloni (356) a neobydlenými ostrovy Lazareto, Pondikonisi a Ptychia

## Klimatické podmínky
| Statistiky                         | Led | Úno | Bře | Dub | Kvě | Čer | Črc | Srp | Zář | Říj | Lis | Pro |
| ---------------------------------- | --- | --- | --- | --- | --- | --- | --- | --- | --- | --- | --- | --- |
| Průměr. denní sluneční svit (hod.) | 4   | 5   | 7   | 7   | 9   | 10  | 12  | 11  | 9   | 6   | 4   | 2   |
| Nejvyšší teplota [°C]              | 14  | 15  | 16  | 19  | 23  | 28  | 31  | 32  | 28  | 23  | 19  | 16  |
| Nejnižší teplota [°C]              | 13  | 13  | 14  | 15  | 18  | 22  | 23  | 24  | 23  | 21  | 17  | 14  |
| Počet dnů se srážkami              | 13  | 11  | 9   | 7   | 5   | 2   | 1   | 1   | 5   | 9   | 12  | 15  |

## Partnerská města
- Asha, Kypr, 1998
- Brindisi, Itálie, 1998
- Carovigno, Itálie, 2000
- Famagusta, Kypr, 1994
- Ioánnina, Řecko, 2002
- Koper, Slovinsko, 2000
- Kruševac, Srbsko, 1985
- Míšeň, Německo, 1996
- Pafos, Kypr, 1992
- Saranda, Albánie, 2001
- Tremetousia, Kypr, 2001
- Troisdorf, Německo, 1996
- Vathi, Řecko, 1998
- Verona, Itálie, 2000